# 벌집 구조

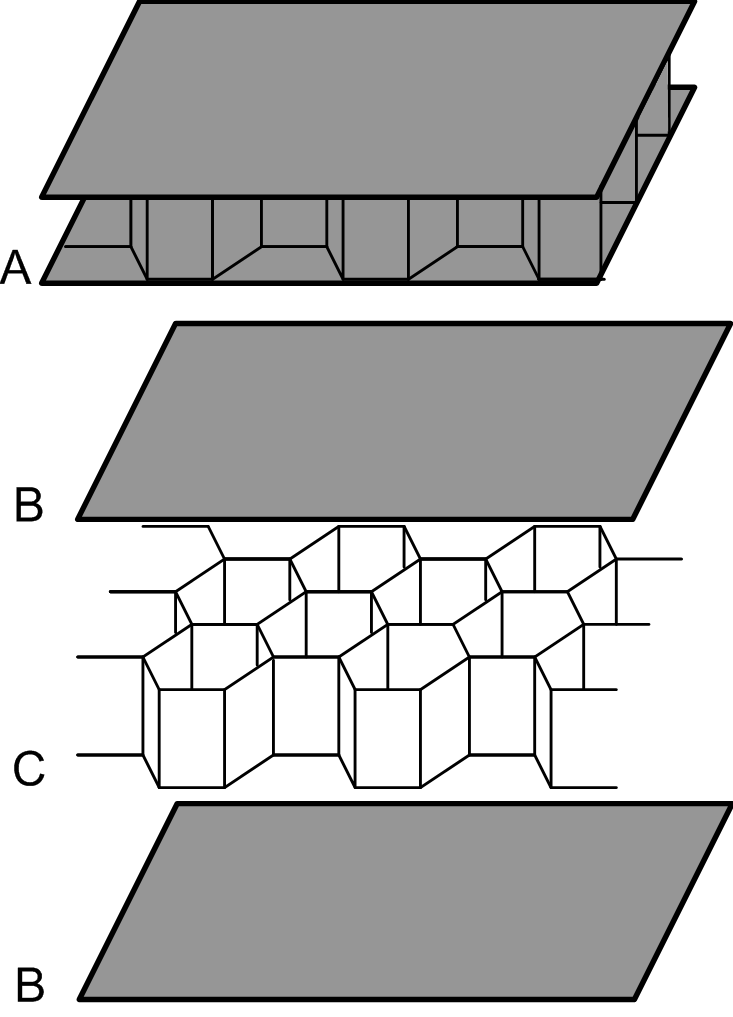
벌집 구조를 적용한 샌드위치 패널

벌집 구조라 함은 공학에서 적은 재료를 가지고 효율적으로 지탱하기 위한 육각형 기둥 모양의 빈 공간으로 이루어진 격자 구조를 말한다.
벌집 구조는 최소 무게와 최소 재료 비용에 도달하기 위해 사용되는 재료의 양을 최소화할 수 있도록 벌집 형상을 갖는 자연 또는 인공 구조이다. 벌집 구조의 기하학은 매우 다양할 수 있지만 이러한 모든 구조의 공통적인 특징은 얇은 수직 벽 사이에 형성된 속이 빈 셀의 배열이다. 세포는 종종 기둥 모양과 육각형 모양이다. 벌집 모양의 구조는 최소 밀도와 상대적으로 높은 면외 압축 특성 및 면외 전단 특성을 가진 재료를 제공한다.
인공 벌집 구조 재료는 일반적으로 인장 강도를 제공하는 두 개의 얇은 층 사이에 벌집 재료를 겹쳐서 만든다. 이것은 판과 같은 어셈블리를 형성한다. 허니컴 재료는 평평하거나 약간 구부러진 표면이 필요하고 높은 비강도가 중요한 곳에 널리 사용된다. 이러한 이유로 그들은 항공 우주 산업에서 널리 사용되며 알루미늄, 유리 섬유 및 고급 복합 재료의 벌집 재료는 1950년대부터 항공기와 로켓에 사용되었다. 또한 종이로 된 벌집 모양 판지 형태의 포장재부터 스키 및 스노보드와 같은 스포츠 용품에 이르기까지 다른 많은 분야에서 찾아볼 수 있다.

## 같이 보기
- 라이트닝홀
- 복합 재료